# Antonio Cherio
Antonio Cherio (San Mauro Torinese, 27 giugno 1950) è un politico italiano.
Già assessore e sindaco di San Mauro Torinese e più volte consigliere comunale, è stato deputato nazionale per la XII legislatura con il partito Forza Italia.
Vice Presidente della VIII commissione: Ambiente e L.L.P.P
Ha pure ricoperto gli incarichi di vice Presidente dell’ATIVA e di FINPIEMONTE 